# Grand Prix Formule 1 van Argentinië

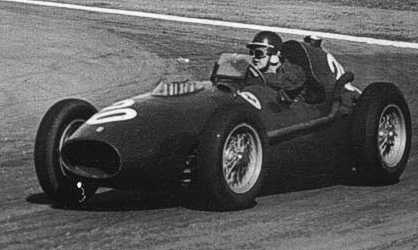
Mike Hawthorn tijdens de grand prix van 1958

De Grand Prix van Argentinië was een wedstrijd uit de Formule 1-kalender die twintig keer gehouden werd tussen 1953 en 1998 op de Autódromo Oscar Alfredo Gálvez nabij Buenos Aires.
Juan Manuel Fangio is met vier overwinningen recordhouder van de grand prix. Bovendien won hij zijn thuisrace vier keer op rij.

## Winnaars van de Grand Prix
- Een roze achtergrond geeft aan dat deze race een niet-kampioenschapsronde in de Formule 1 was vanaf 1950.

| Jaar        | Coureur                        | Team                      | Circuit                        | Locatie                   |
| ----------- | ------------------------------ | ------------------------- | ------------------------------ | ------------------------- |
| 1998        | Michael Schumacher             | Ferrari                   | Autódromo Oscar Alfredo Gálvez | Buenos Aires              |
| 1997        | Jacques Villeneuve             | Williams-Renault          | Autódromo Oscar Alfredo Gálvez | Buenos Aires              |
| 1996        | Damon Hill                     | Williams-Renault          | Autódromo Oscar Alfredo Gálvez | Buenos Aires              |
| 1995        | Damon Hill                     | Williams-Renault          | Autódromo Oscar Alfredo Gálvez | Buenos Aires              |
| 1994 - 1982 | Grand Prix niet verreden.      | Grand Prix niet verreden. | Grand Prix niet verreden.      | Grand Prix niet verreden. |
| 1981        | Nelson Piquet                  | Brabham-Ford              | Autódromo Oscar Alfredo Gálvez | Buenos Aires              |
| 1980        | Alan Jones                     | Williams-Ford             | Autódromo Oscar Alfredo Gálvez | Buenos Aires              |
| 1979        | Jacques Laffite                | Ligier-Ford               | Autódromo Oscar Alfredo Gálvez | Buenos Aires              |
| 1978        | Mario Andretti                 | Lotus-Ford                | Autódromo Oscar Alfredo Gálvez | Buenos Aires              |
| 1977        | Jody Scheckter                 | Wolf-Ford                 | Autódromo Oscar Alfredo Gálvez | Buenos Aires              |
| 1976        | Grand Prix niet verreden.      | Grand Prix niet verreden. | Grand Prix niet verreden.      | Grand Prix niet verreden. |
| 1975        | Emerson Fittipaldi             | McLaren-Ford              | Autódromo Oscar Alfredo Gálvez | Buenos Aires              |
| 1974        | Denny Hulme                    | McLaren-Ford              | Autódromo Oscar Alfredo Gálvez | Buenos Aires              |
| 1973        | Emerson Fittipaldi             | Lotus-Ford                | Autódromo Oscar Alfredo Gálvez | Buenos Aires              |
| 1972        | Jackie Stewart                 | Tyrrell-Ford              | Autódromo Oscar Alfredo Gálvez | Buenos Aires              |
| 1971        | Chris Amon                     | Matra                     | Autódromo Oscar Alfredo Gálvez | Buenos Aires              |
| 1970 - 1961 | Grand Prix niet verreden.      | Grand Prix niet verreden. | Grand Prix niet verreden.      | Grand Prix niet verreden. |
| 1960        | Bruce McLaren                  | Cooper-Climax             | Autódromo Oscar Alfredo Gálvez | Buenos Aires              |
| 1959        | Grand Prix niet verreden.      | Grand Prix niet verreden. | Grand Prix niet verreden.      | Grand Prix niet verreden. |
| 1958        | Stirling Moss                  | Cooper-Climax             | Autódromo Oscar Alfredo Gálvez | Buenos Aires              |
| 1957        | Juan Manuel Fangio             | Maserati                  | Autódromo Oscar Alfredo Gálvez | Buenos Aires              |
| 1956        | Luigi Musso Juan Manuel Fangio | Ferrari                   | Autódromo Oscar Alfredo Gálvez | Buenos Aires              |
| 1955        | Juan Manuel Fangio             | Mercedes-Benz             | Autódromo Oscar Alfredo Gálvez | Buenos Aires              |
| 1954        | Juan Manuel Fangio             | Maserati                  | Autódromo Oscar Alfredo Gálvez | Buenos Aires              |
| 1953        | Alberto Ascari                 | Ferrari                   | Autódromo Oscar Alfredo Gálvez | Buenos Aires              |

1953 · 1954 · 1955 · 1956 · 1957 · 1958 · 1960 · 1971 · 1972 · 1973 · 1974 · 1975 · 1977 · 1978 · 1979 · 1980 · 1981 · 1995 · 1996 · 1997 · 1998